# Los crímenes del amor
Los crímenes del amor es un libro del Marqués de Sade publicado por primera vez en 1799. Siendo esta, junto a Aline y Valcour y La marquesa de Gange, los únicos libros que se salen de su estilo tradicional. Sin escenas de sexo o tortura explícitos.

## Argumento
El libro está estructurado en once novelas cortas en las que el amor y el deseo convergen en diferentes situaciones que llevan a los personajes a cometer locuras o vivir plenamente. Precediendo a las novelas, se encuentra un ensayo titulado "Idea sobre las novelas".

### Idea sobre las novelas
Breve ensayo en que Sade, habla sobre lo que son las novelas y las características que estás tienen que tener. En alguna parte del ensayo, Sade dice: "¡Oh, tú que quieres recorrer ésta espinosa carrera!, no pierdas de vista que el novelista es hombre de la naturaleza; ella lo creó para que la pinte; si no ama a su madre desde que ésta lo trajo al mundo, que no escriba jamás..."

### Juliette y Raunai o la conspiración de Amboise
Es una novela de corte histórico que se ambienta durante la conjura de Amboise. Y se centra en los problemas a los que se enfrentan los protestantes que no llevaban mucho tiempo de haberse reformado y los gobernantes de Francia.

### La doble prueba
Un hombre de treinta años, rico, poderoso y buen partido decide que es hora de casarse, para lo que escoge a dos mujeres a quienes invita a su casa para analizar su comportamiento y saber así cuál de ellas vale la pena.

### Miss Henriette Stralson o los efectos de la desesperación
Un hombre poderoso de Londres se pone como objetivo poseer a una joven de provincia que está por casarse y acaba de llegar a la ciudad. Desencadenando una serie se situaciones en las que el mismo jamás se había encontrado.

### Faxelange o lo errores de la ambición
Una joven muchacha accede a casarse con un partido rico, dejando de lado el amor de su infancia, para descubrir la verdadera cara de su nuevo esposo y los horrores a los que cayó.

### Rodrigo o la torre encantada, cuento alegórico
Un rey viola a una mujer, años después su reino es atacado y este se ve obligado a entrar a la torre encantada, donde podrá obtener las herramientas necesarias para enfrentar a quienes tratan de derrocarlo. Al final se ve obligado a enfrentar a un "caballero" quien resulta ser el espíritu de la mujer que violo años atrás. 